# Miroslav Baček
Miroslav Baček (* 22. června 1970, Veľký Krtíš) je bývalý slovenský fotbalista, který působil v české lize.

## Fotbalová kariéra
Hrál za AC Sparta Praha, SKP Union Cheb, FC Union Cheb, FC DAC 1904 Dunajská Streda a FK Viktoria Žižkov. V lize odehrál 115 utkání a dal 14 gólů, debutoval 15.04.1990.